# Nomen oblitum
Un nomen oblitum (plural: nomina oblita; latín para "nombre olvidado") es un término técnico, utilizado en la nomenclatura zoológica, para un tipo particular de nombre científico en desuso.
En su significado actual, el nomen oblitum nació con la cuarta edición de 1999 del Código Internacional de Nomenclatura Zoológica . Después del 1 de enero de 2000, un nombre científico puede declararse formalmente nomen oblitum cuando se ha demostrado que no se ha utilizado como un nombre válido dentro de la comunidad científica desde 1899, y cuando es un sinónimo principal (también hay un nombre más reciente que se aplica al mismo taxón y que es de uso común) o un homónimo(se escribe igual que otro nombre, que es de uso común), y cuando se ha demostrado que el sinónimo u homónimo más moderno preferido se usa ampliamente en 50 o más publicaciones en las últimas décadas. Una vez que un nombre ha sido declarado formalmente como nomen oblitum , el nombre en desuso debe ser "olvidado". Mediante el mismo acto, el siguiente nombre disponible debe declararse nomen protectum ; a partir de ese momento, tiene prioridad.
Un ejemplo es el caso del nombre científico del tiburón leopardo . A pesar de que el nombre Mustelus felis es el sinónimo principal , un error en el registro de las fechas de publicación resultó en el uso generalizado de Triakis semifasciata como el nombre científico del tiburón leopardo. Después de que se descubrió este error de larga data, T. semifasciata se convirtió en el nombre válido (como nomen protectum ) y Mustelus felis se declaró inválido (como nomen oblitum).

## Uso en taxonomía
La designación nomen oblitum se ha utilizado con relativa frecuencia para mantener la prioridad de los nombres antiguos, a veces en desuso y, de manera controvertida, a menudo sin establecer que un nombre realmente cumple los criterios para la designación. Algunos taxónomos han considerado que el hecho de no establecer correctamente la designación de nomen oblitum es una forma de evitar hacer una investigación taxonómica o de retener un nombre preferido independientemente de la prioridad. Al discutir la taxonomía de las aves norteamericanas, Rea (1983) afirmó que "... el nombre de Swainson [más antiguo pero en desuso] debe mantenerse a menos que se pueda demostrar de manera concluyente que es un nomen oblitum (un juego que algunos taxónomos juegan para evitar su supuesta principio, prioridad)".
Banks y Browning (1995) respondieron directamente a la aplicación estricta de Rea de las reglas ICZN para determinar nomina oblita , declarando: "Creemos que la obligación fundamental de los taxónomos es promover la estabilidad, y que el principio de prioridad es sólo una de las formas en que esto puede "No vemos ninguna estabilidad en resucitar un nombre de base incierta que se ha utilizado de varias formas diferentes para reemplazar un nombre que se ha utilizado de manera uniforme durante la mayor parte de un siglo".